# Edwin Olerile
Edwin Olerile (ur. 15 lipca 1986 w Maape) – botswański piłkarz grający na pozycji lewego obrońcy. W swojej karierze rozegrał 34 mecze w reprezentacji Botswany.

## Kariera klubowa
Swoją karierę Olerile rozpoczął w klubie Township Rollers. W sezonie 2010/2011 zadebiutował w jego barwach w pierwszej lidze botswańskiej. W debiutanckim sezonie wywalczył z nim mistrzostwo Botswany. W latach 2013–2016 grał w Gaborone United, a w latach 2017-2018 ponownie w Township Rollers. W sezonach 2016/2017 i 2017/2018 został z nim mistrzem kraju. W sezonie 2018/2019 był zawodnikiem Mochudi Centre Chiefs SC, w którym zakończył karierę.

## Kariera reprezentacyjna
W reprezentacji Botswany Olerile zadebiutował 16 marca 2011 roku w zremisowanym 1:1 towarzyskim meczu z Namibią. Od 2011 do 2017 wystąpił w kadrze narodowej 34 razy.